# Фізика і хімія поверхні
Фі́зика і хімія пове́рхні — галузь науки, що вивчає поверхневі явища на межі поділу фаз, принаймні одна з яких є твердою.

## Основні напрямки досліджень
Основні напрямки досліджень:
- Вивчення природи активних центрів поверхні, механізмів адсорбції і хімічних реакцій у поверхневому шарі.
- Розроблення наукових основ технології хімічного модифікування поверхні твердих тіл.
- Створення на основі високодисперсних твердих тіл нових матеріалів із наперед заданими властивостями, зокрема біологічно активних препаратів.
- Вивчення закономірностей взаємодії поверхні твердого тіла з біологічними структурами та фізіологічно активними молекулами.
- Розроблення основ теорії хімічної будови та реакційної здатності поверхні твердих тіл.
- Дослідження поверхонь потенціальної енергії систем «тверде тіло-реагент», їх динаміки і термодинамічних властивостей.
- Розроблення теоретичних основ взаємодії випромінювання із матричними, планарними, волокнонаповненими та аерозольними системами.
- Дослідження механізмів взаємодії в системі «матриця-наповнювач» і взаємозв'язків між просторовою структурою, електронною будовою поверхні твердого тіла та його фізико-хімічними властивостями.
- Методологія та історія науки про поверхню.